# 섀도우 헌터스
섀도우 헌터스(영어: The Shadowhunter Chronicles)는 커샌드라 클레어의 소설 시리즈이다.

## 시리즈

### 더 모털 인스트루먼츠
1. 섀도우 헌터스 1: 뼈의 도시 (City of Bones, 2007년 3월 27일)
2. 섀도우 헌터스 2: 재의 도시 (City of Ashes, 2008년 3월 25일)
3. 섀도우 헌터스 3: 유리의 도시 (City of Glass, 2009년 3월 24일)
4. 섀도우 헌터스 4: 추락천사의 도시 (City of Fallen Angels, 2011년 4월 5일)
5. 섀도우 헌터스 5: 혼령들의 도시 (City of Lost Souls, 2012년 5월 8일)
6. 섀도우 헌터스 6: 천국불의 도시 (City of Heavenly Fire, 2014년 3월 27일)

### 더 인퍼널 디바이스
- Clockwork Angel (2010년)
- Clockwork Prince (2011년)
- Clockwork Princess (2013년)

### 더 다크 아티피스
- Lady Midnight (2016년)
- Lord of Shadows (2017년)
- Queen of Air and Darkness (2018년)